# Acrosterigma maculosum
Acrosterigma maculosum is een tweekleppigensoort uit de familie van de Cardiidae. De wetenschappelijke naam van de soort is voor het eerst geldig gepubliceerd in 1815 door W. Wood.